# Гаплогруппа R-PF7562
Гаплогруппа R-PF7562 или R1b1a1b2 (Y-ДНК) — гаплогруппа Y-хромосомы человека. Является одной из линий, отошедших от Y-хромосомной гаплогруппы R1b-M269, наряду с R1b-L21 (R1b-L51 и R1b-Z2103) около 6400 лет назад.

## Субклады
- R-PF7562 (R1b1a1b2)
  - R-PF7563 (R1b1a1b2a)
  - R-FGC31929 (R1b1a1b2b)
  -  R-Y36978 (R1b1a1b2b~)

## Палеогенетика

### Бронзовый век
Микенская цивилизация
- Дворец Нестора __ Пилос-Нестор, Пелопоннес (периферия), Греция __ 1200–1070 BCE (3085±38 BP).[2]
  - I13506 | 1429, Kokkevis, Tomb V, KK1a, 1959, KK1+KK4 DNA17 __ М __ R1b1a1b (R-M269) # K1a4q*
  - I13518 | 1478, Kokkevis, Tomb V, KK1b, 1959, DNA18 __ М __ R1b1a1b (R-PF7563) # N1a1a1a3
  - I19364 | P6185; 7/7/59, Kokkevis, Tomb V, 3 skulls from s.part of tomb (1st layer), (11A) __ М __ R1b1a1b (R-M269) # X

R1b-PF7562 появилась на Крите в эпоху поздней бронзы.

### Железный век
Иллирия
- I14688 | 1706;  Tumulus 14, grave 92, 27 __ Çinamak __ Кукес (округ), Кукес (область), Албания __ 600–400 BCE (2450±58 BP) __ М __ R1b1a1b1a (R-L51) > R-PF7563 # T2b > T2b-f*.[2]

### Античность
Восточная Римская империя
- I20000 | Individual 1 (dup. I20002/Individual 3) __ Camandras and Dalagöz __ Ятаган (Мугла), Эгейский регион, Турция __ 27 BCE – 476 CE (1726±145 BP) __ М __ R1b1a1b (R-BY17663) # HV4.[2]

### Средние века
Византия
- I20266 | 17SM60_B1 __ Samantaş __ Ятаган (Мугла), Эгейский регион, Турция __ 491–717 CE (1346±65 BP) __ М __ R1b1a1b2a2 (R-FT61494) # W6.[2]

Санджак Албания
- I13834 | 1235; Tumulus 2 , grave 1? __ Барчи __ Корча (область), Албания __ 1402-1439 calCE (515±20 BP, PSUAMS-5942) __ М __ R1b1a1b (R-PF7563) # J1c5d.[2]

## Публикации
2022
- Maróti Z, Neparáczki E, Schütz O, et al. (July 2022). The genetic origin of Huns, Avars, and conquering Hungarians. Current Biology. 32 (13): 2858-2870.e7. doi:10.1016/j.cub.2022.04.093. PMID 35617951.
- Lazaridis I, Alpaslan-Roodenberg S, Acar A, et al. (August 2022). The genetic history of the Southern Arc: A bridge between West Asia and Europe. Science. 377 (6609): eabm4247. doi:10.1126/science.abm4247. PMID 36007055.